# Eds socken, Ångermanland
Eds socken i Ångermanland ingår sedan 1971 i Sollefteå kommun och motsvarar från 2016 Eds distrikt.
Socknens areal är 176,10 kvadratkilometer, varav 170,70 land. År 2000 fanns här 803 invånare. Småorten Forsmo och sockenkyrkan Eds kyrka ligger i socknen.

## Administrativ historik
Eds socken har medeltida ursprung.
Vid kommunreformen 1862 övergick socknens ansvar för de kyrkliga frågorna till Eds församling och för de borgerliga frågorna bildades Eds landskommun. Landskommunen inkorporerades 1952 i Resele landskommun som 1971 uppgick i Sollefteå kommun.
1 januari 2016 inrättades distriktet Ed, med samma omfattning som församlingen hade 1999/2000.
Socknen har tillhört fögderier, tingslag och domsagor enligt vad som beskrivs i artikeln Ångermanland.  De indelta båtsmännen tillhörde Andra Norrlands förstadels båtsmanskompani.

## Geografi
Eds socken ligger vid Faxälvens inflöde i Ångermanälven norr om Sollefteå. Socknen har odlingsbygd vid älvarna och är i övrigt en kuperad skogsbygd som i höjder i norr når över 400 meter över havet.

## Fornlämningar
Gravhögar från järnåldern finns här liksom cirka 100 fångstgropar.

## Namnet
Namnet (1337 Edh) kommer från kyrkbyn och innehåller ed, 'passage mellan eller utmed vatten. Det sydsamiska namnet är Mehkie.

## Orter och folkmängd
Vid folkräkningarna 1880-1910 var befolkningen i Eds socken fördelad på följande hemorter:
| Ort                               | Typ                    | Folkmängd 1880 | 1890 | 1900 | 1910 |
| --------------------------------- | ---------------------- | -------------- | ---- | ---- | ---- |
| Backsjö                           | Skogsby                | 52             | 39   | 30   | 42   |
| Ed                                | By                     | 72             | 77   | 92   | 82   |
| Forssmo                           | By, järnvägsstation    | 198            | 209  | 166  | 196  |
| Krånge                            | By, bebyggelse         | 41             | 46   | 56   | 42   |
| Oldsjön/Grönåsen                  | By, bebyggelse, hemman | 52             | 49   | 55   | 56   |
| Prästbordet/Prestbolet/Kyrkbordet | Prästbord              | 34             | 31   | 25   | 31   |
| Sand                              | By                     | 128            | 154  | 181  | 178  |
| Skarped                           | By                     | 133            | 158  | 147  | 162  |
| Vesterås                          | By, bebyggelse         |                | 79   | 87   | 113  |
| Ås                                | Byar                   | 53             |      |      |      |
| Åkvisslan/Åqvistland              | By, hemman             | 47             | 29   | 24   | 31   |
| Ållsjön                           | By                     | 57             | 53   | 57   | 55   |
| Ön                                | By                     | 197            | 186  | 193  | 198  |
| Östanbäck                         | By                     | 37             | 43   | 59   | 50   |
| Österås                           | By                     | 78             | 89   | 102  | 124  |
| Österås sanatorium                | Sanatorium             |                |      |      | 65   |
| Övriga obefintliga och skrivna    | -                      | 7              | 45   | 27   | 11   |

## Befolkningsutveckling
| Befolkningsutvecklingen i Eds socken, Ångermanland 1750–1990                                             | Befolkningsutvecklingen i Eds socken, Ångermanland 1750–1990 | Befolkningsutvecklingen i Eds socken, Ångermanland 1750–1990 | Befolkningsutvecklingen i Eds socken, Ångermanland 1750–1990 | Befolkningsutvecklingen i Eds socken, Ångermanland 1750–1990 |
| --- | ------------------------------------------------------------ | ------------------------------------------------------------ | ------------------------------------------------------------ | ------------------------------------------------------------ |
| |                                                              |                                                              |                                                              |                                                              |
| År |                                                              |                                                              | Folkmängd                                                    |                                                              |
| 1750 | 1750                                                         |                                                              | 271                                                          |                                                              |
| 1760 | 1760                                                         |                                                              | 274                                                          |                                                              |
| 1769 | 1769                                                         |                                                              | 289                                                          |                                                              |
| 1800 | 1800                                                         |                                                              | 351                                                          |                                                              |
| 1810 | 1810                                                         |                                                              | 391                                                          |                                                              |
| 1820 | 1820                                                         |                                                              | 439                                                          |                                                              |
| 1830 | 1830                                                         |                                                              | 484                                                          |                                                              |
| 1840 | 1840                                                         |                                                              | 594                                                          |                                                              |
| 1850 | 1850                                                         |                                                              | 685                                                          |                                                              |
| 1860 | 1860                                                         |                                                              | 831                                                          |                                                              |
| 1870 | 1870                                                         |                                                              | 975                                                          |                                                              |
| 1880 | 1880                                                         |                                                              | 1 181                                                        |                                                              |
| 1890 | 1890                                                         |                                                              | 1 287                                                        |                                                              |
| 1900 | 1900                                                         |                                                              | 1 292                                                        |                                                              |
| 1910 | 1910                                                         |                                                              | 1 435                                                        |                                                              |
| 1920 | 1920                                                         |                                                              | 1 516                                                        |                                                              |
| 1930 | 1930                                                         |                                                              | 1 386                                                        |                                                              |
| 1940 | 1940                                                         |                                                              | 1 407                                                        |                                                              |
| 1950 | 1950                                                         |                                                              | 1 591                                                        |                                                              |
| 1960 | 1960                                                         |                                                              | 1 445                                                        |                                                              |
| 1970 | 1970                                                         |                                                              | 1 012                                                        |                                                              |
| 1980 | 1980                                                         |                                                              | 906                                                          |                                                              |
| 1990 | 1990                                                         |                                                              | 933                                                          |                                                              |
| Anm: Källor: Umeå universitet - Tabellverket 1749-1859, Demografiska databasen, CEDAR, Umeå universitet. |                                                              |                                                              |                                                              |                                                              |